# Драцена трёхполосная
Драцена трёхполосная (лат. Dracaena trifasciata) — многолетнее корневищное травянистое бесстебельное растение, вид рода Драцена (Dracaena) семейства Спаржевые (Asparagaceae). Вид широко известен под устаревшими синонимичными названиями Сансевиерия трёхполосная, или Сансевиерия трёхполосая, или Сансевиера трёхпучковая (лат. Sansevieria trifasciata).
На основании результатов генетических исследований, изложенных в работе 2014 года «Филогенетические взаимоотношения между родами драценовых (Спаржевые: Нолиновые), проистекающие из локусов ДНК хлоропластов» ранее самостоятельный род Сансевиерия был полностью исключен из ботанической классификации, все виды отнесены к роду Драцена. По состоянию на 26 июля 2022 г. в базе данных сайта WFO род Сансевьерия указан как синонимичный роду Драцена. Название вида сансевиерия трёхполосная является синонимом названия драцена трёхполосная.

## Описание
Листья мечевидные, зелёные, с поперечными светлыми полосами, почти вертикально стоящие, в количестве 6—8 шт в розетке, длиной до 120 см и до 7 см шириной; на верхушке небольшой колпачок с неколючим остриём.
Соцветие — кисть. Цветки зеленовато-белые, душистые, длиной до 4 см.

## Распространение и экология
Естественный ареал — запад Центральной Африки (Демократическая Республика Конго и Нигерия).

## Значение и применение
Используется преимущественно как декоративное растение, на открытом воздухе в странах с тёплым климатом, или в помещениях для регионов с прохладным климатом. Популярное комнатное растение, в связи с нетребовательностью к уровню освещения и терпимостью к нерегулярному поливу. Предпочитает сухой воздух и почву. Редко требуется пересадка.
Согласно исследованию НАСА «Чистый воздух» (использовался сорт 'Laurentii'), растение обладает способностью активно поглощать из воздуха диоксид углерода и целый ряд токсичных для человека веществ, выделяя кислород, причём делает это ночью (благодаря чему её рекомендуется держать в спальных комнатах). Согласно исследованиям, на одного человека требуется 6—8 растений высотой по пояс.